# Henri Grandsire
Henri Grandsire est un ancien pilote automobile et un acteur français, né le 27 janvier 1936  à Istres.

## Les débuts
Henri Grandsire s'engagea en 1959 et 1960 en Formule Junior, courant principalement en Italie. Au volant d'une Stanguellini-Fiat (engagée à son nom, puis sous celui de la scuderia Madunina), il finit 7e puis 5e du championnat d'Europe.
Les deux saisons suivantes, il poursuivit dans la catégorie au sein de l'écurie Edger (aux côtés de Bernard Boyer, futur ingénieur de Matra), remportant le Grand Prix Caltex (à Vallelunga) et le Circuit de Collemaggio en 1961.
En 1963, il rejoignit l'équipe Alpine-Renault, d'abord dans les seules courses d'Endurance (vainqueur sur le Circuit de la Charade de Clermont-Ferrand sur l'Alpine M63), puis dans celles de monoplaces: il obtint ainsi l'année suivante 4 victoires et le titre de champion de France de Formule 3 (devant Offenstadt et Jaussaud).

## Michel Vaillant
Son titre de Formule 3 faisait d'Henri l'acteur idéal pour incarner Michel Vaillant dans la série télévisée de l'ORTF. Il joua ainsi le rôle du célèbre héros de bandes-dessinées dans les 13 épisodes de la série (diffusée en 1967).

## Pilier de l'écurie Alpine
Partagé entre la Formule 3 et la Formule 2 les deux saisons suivantes, Grandsire ne trouva malheureusement plus le même succès en monoplace.
Le programme d'Endurance de la marque connut cependant davantage de succès. Henri y contribua jusqu'à la fin de l'année 1969 : 
- 1965 : 7e des 12 heures de Reims et 1er des 1,3 litre avec Lucien Bianchi, 2e des Coupes de Paris 1.6L avec l'Alpine LM
- 1966 : 3e du Trophée d'Auvergne; 9e des 24 heures du Mans (1er des 1,3 litre avec Leo Cella)
- 1967 : 9e des 24 heures du Mans (1er des 1,3 litre avec José Rosinski); 7e des 1 000 kilomètres de Paris (avec Mauro Bianchi)
- 1968 : 4e des 500 kilomètres du Nürburgring ; 4e des 1 000 kilomètres de Paris (avec Jean Guichet)